# محمد الجابري
محمد الجابري لاعب كرة قدم قطري . يلعب حالياً في نادي مسيمير.

## مسيرة اللاعب
لعب مع نادي السد والجيش و قطر و الخور و الشمال ومسيمير.

## روابط خارجية
- محمد الجابري على موقع قاعدة بيانات كرة القدم.إي يو (الإنجليزية)
- محمد الجابري على موقع Soccerway.com (الإنجليزية)